# Haplothrix rivulosus
Haplothrix rivulosus är en skalbaggsart som först beskrevs av Charles Joseph Gahan 1888.  Haplothrix rivulosus ingår i släktet Haplothrix och familjen långhorningar.
Artens utbredningsområde är:
- Laos.
- Burma.

Inga underarter finns listade i Catalogue of Life.